# The Modern Age
The Modern Age — дебютный мини-альбом американской инди-рок-группы The Strokes. EP был выпущен 29 января 2001 года в Англии и 22 мая того же года — в Америке, что вызвало «войну» между звукозаписывающими лейблами .
Все композиции были перезаписаны для дебютного альбома Is This It — были изменены тексты и структура песен.

## Список композиций
Все композиции были написаны Джулианом Касабланкасом.
1. «The Modern Age» — 3:13
2. «Last Nite» — 3:19
3. «Barely Legal» — 4:37